# Messer Tehnogas Beograd
Messer Tehnogas Beograd (code BELEX : TGAS) est une entreprise serbe dont le siège social est situé à Belgrade. Elle produit du gaz pour la médecine et pour l'industrie. Elle entre dans la composition du BELEX15 et du BELEXline, les deux indices principaux de la Bourse de Belgrade,.
Messer Tehnogas fait partie du groupe allemand Messer.

## Historique
Messer Tehnogas Beograd a été admis à la Bourse de Belgrade le 19 juillet 2004.

## Activités
Messer Tehnogas est engagée principalement dans la production et la distribution de gaz pour la médecine ou l'industrie : oxygène, azote, argon, hydrogène, hélium, dioxyde de carbone etc. ; l'entreprise fabrique aussi des gaz de protection pour le soudage, des gaz alimentaires, des gaz spéciaux et différents mélanges de gaz.

## Données boursières
Le 10 juin 2014, l'action de Messer Tehnogas Beograd valait 5 583 RSD (48,52 EUR). Elle a connu son cours le plus élevé, soit 26 500 RSD (230,34 EUR), le 20 avril 2007 et son cours le plus bas, soit 1 100 RSD (9,56 EUR), le 23 septembre 2003.
Le capital de Messer Tehnogas Beograd est détenu à hauteur de 81,93 % par le groupe Messer.